# Jannica och dockvagnen

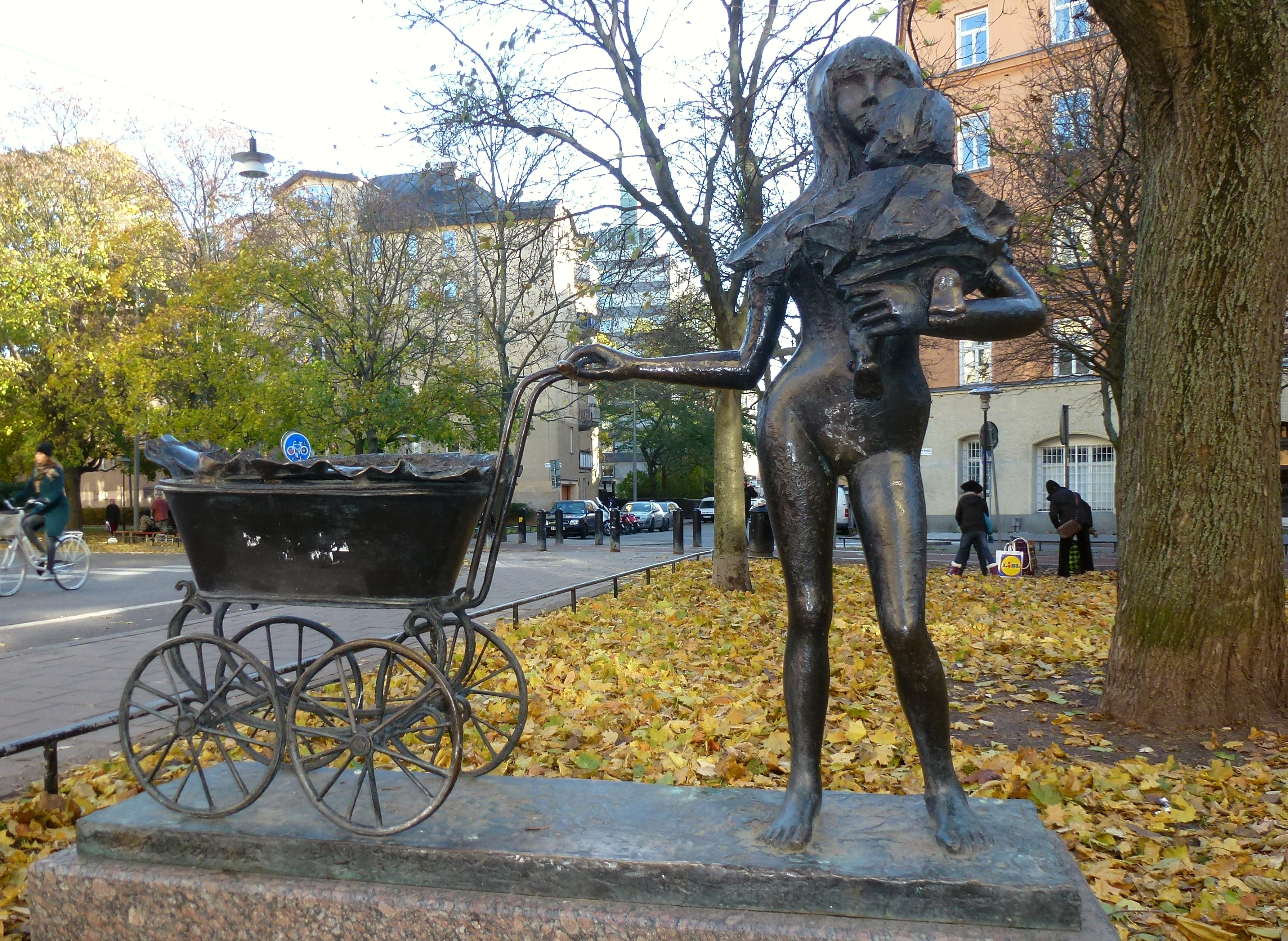
Jannica och dockvagnen på Södermalm i Stockholm

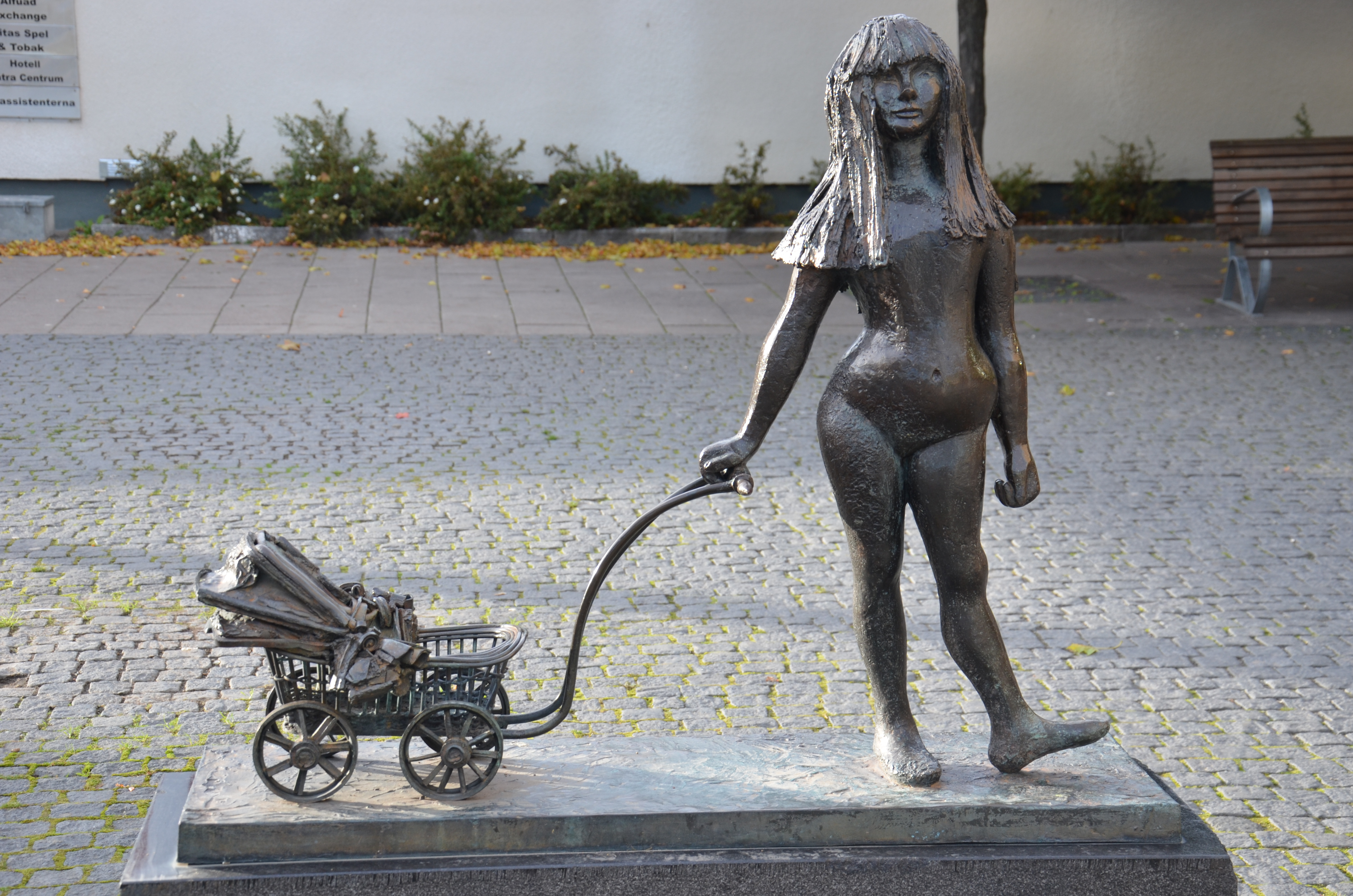
Dockvagnen i Sätra i Stockholm

Jannica och dockvagnen är ett konstverk av skulptören Gunnel Frieberg. 
Jannica och dockvagnen står sedan 1986 på Katarina Bangata vid Östgötagatan på Södermalm i Stockholm. 
En liknande och tidigare skulptur av Gunnel Frieberg med namnet Dockvagnen från 1973 står utanför tunnelbanestationen i Sätra i Stockholm.